# Elezioni presidenziali a Cipro del 2003
Le elezioni presidenziali a Cipro del 2003 si tennero il 16 febbraio.

## Risultati
| Candidati           | Partiti                    | Voti    | %     |
| ------------------- | -------------------------- | ------- | ----- |
| Tassos Papadopoulos | Partito Democratico - AKEL | 213 353 | 51,51 |
| Glafkos Klerides    | Raggruppamento Democratico | 160 724 | 38,80 |
| Alecos Markides     | Indipendente               | 27 404  | 6,62  |
| Nicos Koutsou       | Nuovi Orizzonti            | 8 771   | 2,12  |
| Costas Kyriacou     | Indipendente               | 1 840   | 0,44  |
| Andreas Efstratiou  | Indipendente               | 606     | 0,15  |
| Adamos Katsantonis  | Indipendente               | 558     | 0,13  |
| Christos Iosifides  | Indipendente               | 391     | 0,09  |
| Georgios Mavrogenis | Indipendente               | 337     | 0,08  |
| Pantelis Sofokleous | Indipendente               | 209     | 0,05  |
| Totale              | Totale                     | 414 193 | 100   |